# دليل جنسي
الكتب الجنسية (بالإنجليزية: Sex manuals)‏ هي الكتب التي تشرح كيفية الجماع والممارسات الجنسية الأخرى. تتميز في كثير من الأحيان أيضا بتقديم نصائح لتحديد النسل وكذلك تقديم المشورة بشأن العلاقات الجنسية.